# Pink Triangle Park

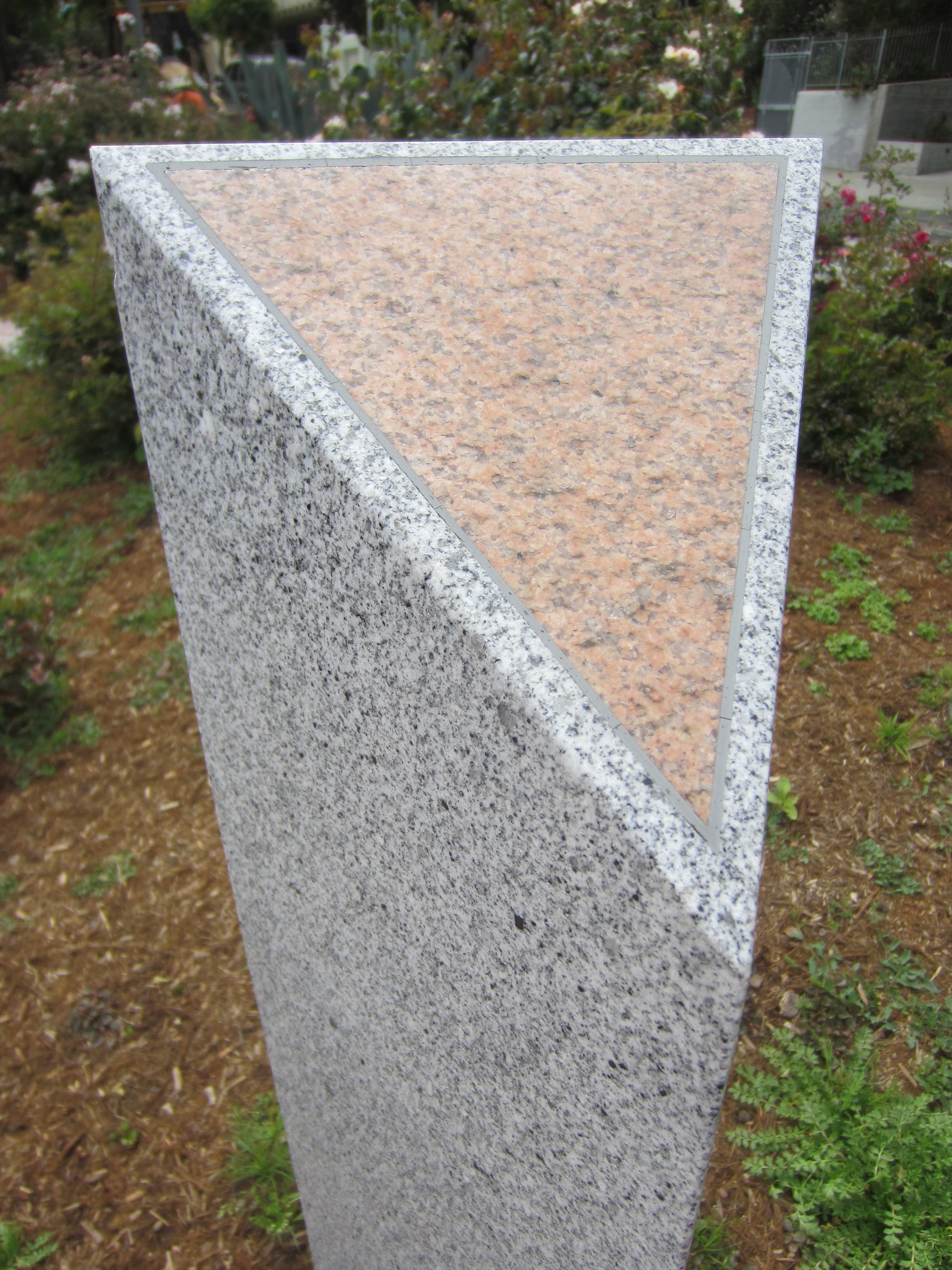
Element instalacji upamiętniającej w Pink Triangle Park z widocznym różowym trójkątem

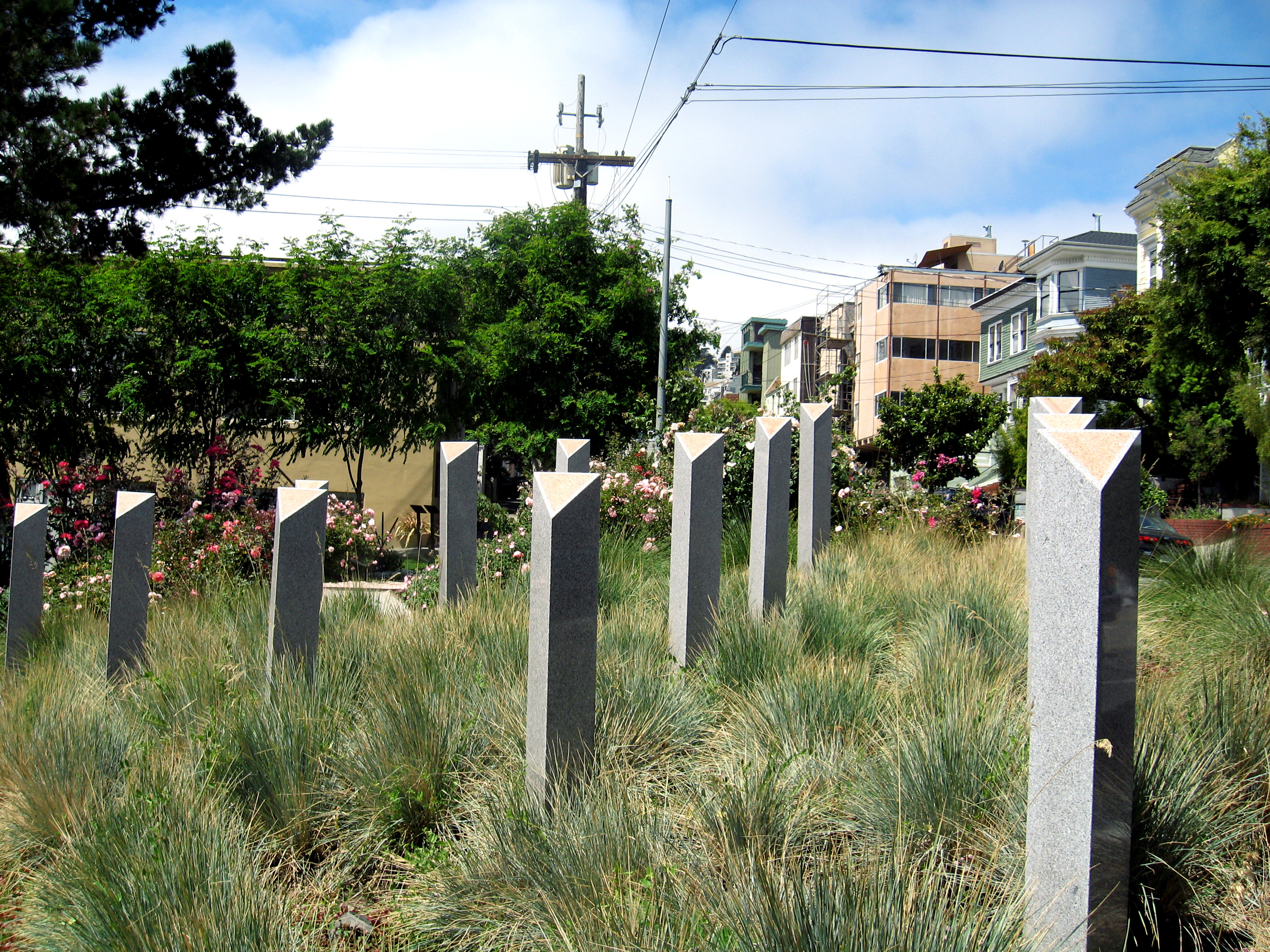
Słupy-pomniki w Pink Triangle Park

Pink Triangle Park (ang. Park Różowego Trójkąta) – trójkątny, mały park położony w dzielnicy Castro w San Francisco w Kalifornii. Park ma niespełna 370 m² i wychodzi na Market Street, a z drugiej strony na 17th Street. Park znajduje się bezpośrednio nad stacją metra Muni Castro Street, naprzeciwko Harvey Milk Plaza.
Jest to pierwsze stałe, wolnostojące miejsce upamiętnienia w Stanach Zjednoczonych poświęcone tysiącom prześladowanych homoseksualistów w nazistowskich Niemczech podczas II wojny światowej.
Piętnaście trójkątnych granitowych „pylonów” lub kolumn (zaprojektowanych przez artystów Roberta Bruce’a i Susan Martin) jest poświęconych dziesiątkom tysięcy homoseksualnych mężczyzn, którzy zginęli podczas nazistowskiego reżimu Hitlera i nie tylko. Każda kolumna reprezentuje 1000 wówczas osadzonych. W centrum parku znajduje się osobny trójkąt wypełniony skałami, który zawiera różowe kryształki, symbolizujące miłość, uzdrowienie i dumę. Odwiedzających zachęca się do wzięcia kryształu na pamiątkę. 

Plan Pink Triangle Park z zaznaczonym miejscem upamiętnienia.

Motyw trójkąta ma przypominać czasy, gdy naziści zmuszali homoseksualnych mężczyzn do noszenia na ubraniach różowych trójkątów w celu ich identyfikacji i publicznego zawstydzenia. 
Pink Triangle Park został otwarty w Dzień Praw Człowieka ONZ 10 grudnia 2001 r. przez Stowarzyszenie Promocji Doliny Eureka (ang. Eureka Valley Promotion Association). Według organizacji non-profit, która utrzymuje tę przestrzeń, Pink Triangle Park służy jako „fizyczne przypomnienie tego, jak prześladowanie jakiejkolwiek osoby lub jednej grupy ludzi szkodzi całej ludzkości”. 
Castro funkcjonuje jako dzielnica LGBT dla społeczności San Francisco i Bay Areas, a także jako cel turystyczny we współczesnej historii LGBT.